# Scandale à Las Vegas
Pour plus de détails, voir Fiche technique et Distribution.
Scandale à Las Vegas (titre original : The Las Vegas Story) est un film américain réalisé par Robert Stevenson, sorti en 1952.

## Synopsis
Happy est le pianiste du "Last Chance Casino" de Las Vegas. Il se demande ce qui a séparé Linda Rollins et Dave Andrews pensant que quelque chose de rapide et soudain a dû leur arriver. Alors que Linda retourne à contrecœur dans la ville du jeu par train, son mari, Lloyd Rollins, insiste pour y passer leurs vacances. Lorsque le couple débarque, son compagnon de voyage, Tom Hubler, s'empresse de leur tenir compagnie. Lors de l'enregistrement au Fabulous Hotel & Casino, Rollins demande une marge de crédit et Linda découvre que son mari a des problèmes financiers, peut-être également criminels, et soupçonne qu'il essaie de gagner de l'argent en jouant. La première nuit, Rollins insiste pour qu'elle porte son collier, évalué à 150 000 $, lorsqu'ils sortent.
Plus tard, Linda rencontre Dave, maintenant lieutenant au département du shérif, qui n'est initialement pas très content de la revoir. Ils discutent vivement de ce qui a mis fin à leur relation. Le lendemain, Hubler essaie de se lier d'amitié avec Linda à la piscine de l'hôtel, mais elle le repousse. Il informe plus tard Lloyd qu'il a été chargé par sa compagnie d'assurance de le surveiller lui et le collier. Plus tard, M. Drucker, le directeur général de The Fabulous, découvre que Rollins est un fraudeur et lui dit qu'il n'est plus le bienvenu son établissement.
Rollins obtient alors un crédit de 10 000 $ auprès de Clayton, le propriétaire du casino Last Chance, en mettant en place le collier de Linda, mais perd inévitablement tout au jeu. Il essaie d'amener Clayton à lui avancer plus de crédit mais sans succès. Son débiteur lui dit qu'il lui revendra le collier pour la somme de 10 000 $. Tôt le lendemain matin, Clayton est retrouvé poignardé à mort et le collier a disparu. Dave suppose que le meurtrier a pris le collier. Ce dernier arrête Rollins, qui essaie d'amener sa femme à lui fournir un alibi mais elle ne peut pas, comme elle était avec Dave chez lui à l'époque, les deux se sont reconnectés.
Pour des raisons inconnues, avec un suspect en garde à vue, Hubler retourne sur les lieux du crime avec Linda et lui fait reconstituer ses pas la nuit précédente, s'impliquant ainsi dans cette affaire. Dave, découvre l'identité du vrai tueur quand Happy raconte à Dave les actions de Hubler avec Linda et Dave se rend compte que Hubler a glissé et a révélé l'emplacement réel du coup de couteau. Après le départ du meurtrier, Clayton mourant avait réussi à ramper vers un téléphone et Hubler ne le savait pas.
Dave téléphone à Linda pour l'avertir, mais Hubler, qui a toujours cherché le collier pour lui-même, déduit que sa couverture a sauté. Il décide kidnapper Linda mais avec des barrages policiers installés sur toutes les autoroutes principales et une description de sa voiture de location, il est contraint de voler une autre voiture, tuant le propriétaire. Dave engage un hélicoptère et repère le véhicule en excès de vitesse. Lui et le pilote parviennent à forcer Hubler à laisser la voiture dans une base abandonnée. Hubler blesse le pilote et force Dave à jeter son arme en menaçant de tuer Linda mais, après une poursuite et un combat, Dave est capable de récupérer une arme et d'abattre Hubler. De retour à Las Vegas, Linda décide de rompre avec son mari et de rester à Las Vegas. Lloyd, qui a été libéré de l'accusation de meurtre, est rapidement de nouveau arrêté pour détournement de fonds et autres charges.
Le film se termine avec les principaux personnages survivants debout au piano avec Happy chantant " My Resistance Is Low ".

## Fiche technique
- Titre : Scandale à Las Vegas
- Titre original : ''The Las Vegas Story
- Réalisation : Robert Stevenson
- Scénario : Paul Jarrico, Earl Felton et Harry Essex d'après une histoire de Jay Dratler
- Photographie : Harry J. Wild
- Montage : Frederic Knudtson et George C. Shrader
- Musique : Leigh Harline
- Direction artistique : Albert S. D'Agostino et Feild M. Gray
- Décors : Darrell Silvera et John Sturtevant
- Costumes : Howard Greer
- Producteurs : Robert Sparks et Howard Hughes (non crédité)
- Producteur exécutif : Samuel Bischoff
- Société de production et de distribution : RKO
- Pays de production :  États-Unis
- Langue : anglais américain
- Format : Noir et blanc — 35 mm — 1,37:1 — Son : Mono (RCA Sound System)
- Genre : Film dramatique, Film policier, Film noir
- Durée : 88 minutes
- Dates de sortie : 
  - États-Unis : 1er janvier 1952 (première), 30 janvier 1952 (sortie nationale)
  - France : 17 juillet 1953

## Distribution
- Jane Russell : Linda Rollins
- Victor Mature : Dave Andrews
- Vincent Price : Lloyd Rollins
- Hoagy Carmichael : Happy
- Brad Dexter : Tom Hubler
- Gordon Oliver : M. Drucker
- Jay C. Flippen : Capitaine H. A. Harris
- Will Wright : Mike Fogarty
- Bill Welsh : M. Martin
- Ray Montgomery : Desk Clerk
- Colleen Miller : Mary
- Robert J. Wilke : Clayton